# Usted Señalemelo
Usted Señalemelo es una banda argentina de indie rock, formada en Mendoza (Argentina). El grupo está compuesto por el vocalista y tecladista Juan Saieg, el guitarrista Gabriel "Cocó" Orozco y el baterista Lucca Beguerie Petrich. Si bien en un comienzo pertenecieron a la escena de rock de Mendoza, luego conformaron el manso indie, una movida musical de la segunda década del siglo XXI conformada por bandas mendocinas como Mi Amigo Invencible, Perras on the Beach o Gauchito Club. Saltaron al éxito con su segundo disco de estudio, II, con su hit "Big Bang", grabado en 2017, que les dio la posibilidad de cerrar festivales argentinos y realizar giras por varios países sudamericanos.

## Historia

### Comienzos y primer disco (2008-2015)
Juan, Lucca y "Cocó" se conocieron en el colegio "Departamento de Aplicación Docente" en 2008 y desde allí empezaron a hacer música, apoyados por sus familiares quienes tienen vetas artísticas. Luego de pasar por varias formaciones, se consolidan como cuarteto con Yuyo Iglesias como bajista y allí preparan el primer disco, con nombre homónimo.
Usted Señalemelo, se lanza en 2015 y es presentado el 25 de marzo de ese año ante más de 600 personas en la sala N8 de Mendoza. El disco está compuesto por diez canciones de rock juvenil, destacándose "Plastilina" y la balada "Agua marfil", que cierra el álbum.

### Segundo disco, Lollapalooza y masividad (2017-2019)
El 8 de marzo de 2017 estrenan "Big Bang", el primer corte de su segundo disco. El sonido de este sencillo ya empezaba a mostrar una evolución sonora tanto en lo musical como en el sonido final logrado. El constante crecimiento los hace ser parte del Lollapalooza Argentina, con bandas del calibre de The Strokes o Metallica.
El 20 de mayo de ese año lanzan II, grabado enteramente en el estudio Fader Records y el mismo consta de once canciones eclécticas. La banda emprende una gira por Argentina que los lleva a tocar por Córdoba, La Plata, Rosario, Santa Fe y Capital Federal, en donde el 3 de diciembre tocan dos funciones con entradas agotadas en Niceto Club.
El 2018 los encuentra en la cresta de la ola, participando en los festivales más grandes de la Argentina, como el ‘Cosquín Rock’ y el ‘Rock en Baradero’. Luego, comienzan su gira más larga por Latinoamérica, llegando a tocar en Perú, Brasil, Uruguay, Chile, Ecuador y Colombia. En Argentina sus recitales son con lleno absoluto, resaltando las presentaciones en Capital Federal en Niceto Club (2 funciones) y Vorterix (2 funciones). El 1° de diciembre telonean en La Plata a Babasónicos, fundamental banda argentina.
En 2019 realizan menos recitales: si bien el trío renueva su participación en el Cosquin Rock y en el Rock en Baradero de dicho año, luego emprenden una gira por México, Ecuador, Colombia, Chile y Paraguay, pero con pocas fechas en el medio, siendo éstas únicamente en festivales masivos, como el Harlem, en Santa Fe o el La Nueva Generación, en Córdoba. El 1 de marzo de ese año estrenan en vivo por MTV "Pastizal", un sencillo hecho mientras estaban en su gira del 2018. La canción cuenta con la coproducción de Tweety González, histórico músico argentino.

### Rumores de separación y silencio (2020)
A comienzos del 2020, la banda empieza a comunicar menos en todas sus redes sociales y los rumores de separación se incrementan, sumado al lanzamiento solista de Ochocientos envolventes al sol de Juan Mango (alter ego de Juan Saieg). Si bien personalmente los músicos indicaron que tienen bastantes temas listos para preproducir, la pandemia del COVID-19 los dejó inhabilitados de juntarse. Por su parte, Lucca Beguerie Petrich emprendió un proyecto de hip hop con su hermano Bruno Beguerie Petrich y uno más psicodélico llamado Gor2, junto a Gonzalo Nehuén, también de Mendoza. Gabriel "Cocó" Orozco lanzó su primer sencillo solista "Nunca Nadie" a finales del 2020.

### Pospandemia y regreso a la actividad (2022 - 2023)
A comienzos de octubre de 2022 el grupo anunció a través de sus redes sociales su retorno a la actividad plena. Este se concretó con el lanzamiento de un nuevo sencillo el 20 de octubre, "Nuevo comienzo", y la confirmación de su presencia en el Lollapalooza Argentina 2023.
En el videoclip, editado por Nokiamilcien, espiamos todo lo que no vimos en estos tres años: Cocó hisopándose, Lucca paseando por Nueva York y Juan paternando con su hijo Azul. La pandemia los hizo frenar, cosa que nunca habían hecho como grupo, y juntar energías para volver. Varias imágenes en vertical van pasando como un resumen de Usted Señalemelo que nos lleva al presente, con la banda en el estudio preparando el ansiado disco.
Al poco tiempo, en febrero del 2023, presentaron un nuevo sencillo, "Las flores sangran", y confirmaron una gira que los llevará por Chile, Paraguay, Perú, Ecuador, Colombia, México y Uruguay.

El 30 de marzo de 2023 lanzaron su sencillo "Nena, dime algo.", y el 18 de mayo de ese año publicaron "VOID", el último corte del nuevo disco.
De forma sorpresiva anunciaron que su nuevo disco se llamaría TRIPOLAR y se estrenaría el lunes 29 de mayo de 2023, a seis años de su aclamado disco II.

### Tercer disco (2023 - 2024)
En mayo del 2023 lanzan TRIPOLAR, el tercer disco del conjunto. El lanzamiento consistió de 13 canciones, compuestas y grabadas durante el 2022 en Buenos Aires y Miami, producido junto a ‘Rafa Arcaute’ y Nico Cotton. También contó con contribuciones de grandes figuras de la música argentina como Gustavo Santaolalla (steel guitar en “La Verdad”), Guillermo Vadalá (bajo) y Claudio Cardone (teclados, piano y sintetizadores).
El 8 de junio de 2023 presentaron el disco con un show en el C Complejo Art Media, agotando entradas en menos de 15 minutos.
En septiembre la banda estrenó su sesión en la famosa radio KEXP, donde tocaron "Nuevo Comienzo", "Siento", "Las Flores Sangran" y "Laser 420". El mismo dia fueron nominados al "Mejor Álbum Pop/Rock" en los Grammys Latinos 2023.
En octubre del mismo año hicieron el show más grande de su carrera en el mitico Luna Park, en la ciudad de Buenos Aires.

Durante el 2023 hicieron un extenso tour por más de 40 ciudades, donde se destaca la participación en el Lollapalooza Chicago, siendo la primera banda argentina en tocal en el festival en su edición norteamericana. También fueron teloneros para Portugal. The Man y Ekkstacy.
En 2025 la banda fue reconocida con un Diploma al Mérito de los Premio Konex por su trayectoria como conjunto de pop en la última década en la Argentina.

## Discografía

### Álbumes
- Usted Señálemelo (2015)
- II (2017)
- Tripolar (2023)

### EPs y Sencillos
- "Plastilina" (2014)
- "Otra vez" (2014)
- "Fusión y fin" (2015)
- "Alfredo" (2015)
- "Big Bang" (2017)
- "Agüetas" (2018)
- "Mañana" (2018)
- "Pastizal" (2019)
- "Nuevo comienzo" (2022)
- "Las flores sangran" (2023)
- "Nena, dime algo." (2023)
- "Void" (2023)
- "Xtrapolar" (2024)